# Янгурча
Янгурча́ (рос. Янгурча, башк. Ямғырсы) — село у складі Стерлібашевського району Башкортостану, Росія. Адміністративний центр Янгурчинської сільської ради.
Населення — 388 осіб (2010; 428 в 2002).
Національний склад:
- татари — 73%